# عواء مغطى
العواء مغطى (الاسم العلمي: Alouatta palliata) هو نوع من الحيوانات يتبع جنس سعدان العواء من فصيلة السعادين عنكبوتية.